# Captain & Tennille
Captain & Tennille sono un duo musicale statunitense che ha avuto successo soprattutto negli anni '70.

## Storia del gruppo
Il duo era composto da marito e moglie: "Captain" era Daryl Dragon (California, 27 agosto 1942–2 gennaio 2019), mentre "Tennille" era sua moglie Toni Tennille (Alabama, 8 maggio 1940).
Il primo singolo del gruppo Love Will Keep Us Together è una cover di Neil Sedaka e Howard Greenfield. La canzone ha vinto il Grammy Award alla registrazione dell'anno nell'ambito dei Grammy Awards 1976.
I primi sei album in studio sono stati pubblicati dalla A&M Records e hanno avuto molto successo, essendo stati certificati almeno disco d'oro dalla RIAA. A partire dal 1979 hanno inciso dischi per altre etichette con minor fortuna.
Tra gli altri brani più conosciuti vi sono The Way I Want to Touch You, Lonely Night (Angel Face), Shop Around e Muskrat Love.
Durante il periodo di massima popolarità, Tennille hanno lavorato con altri artisti come Elton John, Art Garfunkel, The Beach Boys e Pink Floyd (The Wall).

## Formazione
- Daryl Dragon
- Toni Tennille

## Discografia parziale
Album
- Love Will Keep Us Together (1975)
- Song of Joy (1976)
- Come in from the Rain (1977)
- Greatest Hits (1977)
- Dream (1978)
- Make Your Move (1979)
- Keeping Our Love Warm (1980)
- 20 Greatest Hits (1980)
- Scrapbook (1981)
- More Than Dancing (1982)